# Dobrzec (Kalisz)
Dobrzec – sołectwo i część Kalisza, położone w zachodniej części miasta, nad strugą Krępica, graniczy z Biskupicami, Boczkowem i Kościelną Wsią. 
Dobrzec przed włączeniem w granice administracyjne miasta Kalisza 1 stycznia 2000 był wsią w gminie Nowe Skalmierzyce.
W południowej części sołectwa, przy drodze krajowej nr 25, znajduje się strefa gospodarcza Dobrzec-Zachód.

## Wykaz ulic
Ulice sołectwa Dobrzec:
- ul. Biskupicka (parzyste nr 24–28),
- ul. Bursztynowa,
- ul. Inwestorska (nieparzyste 1–21 i parzyste 2–16),
- ul. Kąpie,
- ul. Maciejkowa,
- ul. Piekart,
- ul. Strażaków Ochotników,
- ul. Szlachecka,
- ul. Świętego Michała,
- ul. Tylna (nieparzyste nr 17–23).